# Louise-Otto-Peters-Gesellschaft
Die Louise-Otto-Peters-Gesellschaft e. V. wurde 1993 in Leipzig gegründet. Der gemeinnützige Verein hat es sich zum Ziel gesetzt, das Leben und Werk der Schriftstellerin, Journalistin und Frauenpolitikerin Louise Otto-Peters zu erforschen, bekannt zu machen und zu würdigen. Der Verein betreibt das Louise-Otto-Peters-Archiv (LOPA), in dem alle Veröffentlichungen von und über Louise Otto-Peters gesammelt und erschlossen werden.

## Geschichte

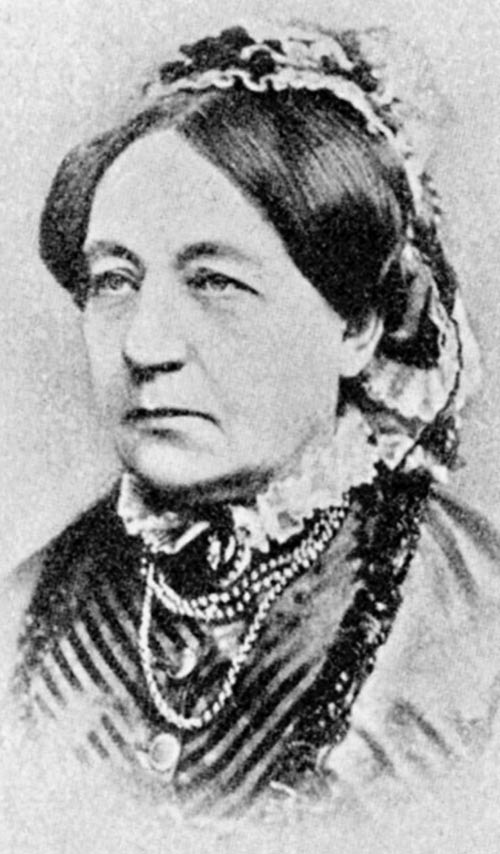
Louise Otto-Peters 1819–1895

Die Louise-Otto-Peters-Gesellschaft e. V. wurde am 13. Januar 1993 in Leipzig von 18 Frauen gegründet. Am 4. März 1993 wurde die Gesellschaft als gemeinnützig anerkannt und am 29. März 1993 unter der Registernummer 1816 in das Vereinsregister in Leipzig eingetragen. Der Mitgliederstand der Gesellschaft betrug Ende März 1993 28 Frauen und Männer. Das Ziel des gemeinnützigen Vereins ist es, das Leben und Werk der Dichterin, Schriftstellerin, Journalistin, 1848er-Demokratin und Frauenpolitikerin Louise Otto-Peters (1819–1895) in der Öffentlichkeit bekannt zu machen und zu würdigen.
Im Jahr 1997 wurde das Louise-Otto-Peters-Archiv eröffnet, in dem sämtliche Veröffentlichungen von Louise Otto-Peters sowie über sie gesammelt, erschlossen und zugänglich gemacht werden. Jährlich finden die Louise-Otto-Peters-Tage und weitere Veranstaltungen statt, bei denen Forschungsergebnisse zu Louise Otto-Peters und anderen bedeutenden Frauen vorgestellt und Probleme von Frauen in der heutigen Zeit diskutiert werden.
Die Begründerin, Initiatorin, langjährige Vorsitzende und Ehrenvorsitzende der LOPG Johanna Ludwig erinnerte in ihrer Rede Wie alles begann. Erinnerungen an die Gründung der Louise-Otto-Peters-Gesellschaft im Rahmen des 20-jährigen Gründungsjubiläum im März 2013:

„Erstmals ging ich Anfang Januar 1993 mit dem Gedanken, eine Louise-Otto-Peters-Gesellschaft zu gründen, in die Öffentlichkeit. Das war bei der letzten Vorlesung, die die Literaturwissenschaftlerin Christel Hartinger an der Leipziger Universität halten konnte [12. Januar 1993, 18:00 Uhr]. Mehrere Anwesende fanden meine Vorstellungen gut und trafen sich bald mit anderen Interessierten Mitte Januar zur Gründung unserer Gesellschaft. Die meisten von ihnen kannten sich bis dahin kaum persönlich. Doch sie wurden sich ganz schnell einig, dass es eine wichtige, lohnende Aufgabe ist, Leben und Werk der Dichterin, Schriftstellerin und Journalistin, der Wegbereiterin der deutschen Frauenbewegung Louise Otto-Peters in den Blickpunkt der Öffentlichkeit zu rücken.“

Seit 2015 vergibt die Stadt Leipzig den mit 5000 € dotierten Louise-Otto-Peters-Preis in Würdigung herausragender Leistungen zur Gleichstellung von Frauen und Männern.

## Verein und Schwerpunkte
Die Louise-Otto-Peters-Gesellschaft e. V. beschäftigt sich intensiv mit dem Werk von Louise Otto-Peters, die als Schriftstellerin, Journalistin, Publizistin und Frauenpolitikerin eine wichtige Rolle in der deutschen Frauenbewegung im 19. Jahrhundert einnahm.
Ein zentraler Schwerpunkt der LOPG liegt in der Sammlung, Bewahrung und wissenschaftlichen Erschließung sämtlicher verfügbarer Schriften von Louise Otto-Peters sowie ihrer Mitstreiterinnen. Hierfür betreibt die Organisation das Louise-Otto-Peters-Archiv, das auch als Dokumentations- und Bildungszentrum sowie Lernort dient. Die Gesellschaft engagiert sich für die Pflege von verschiedenen Stätten der Erinnerung an Louise Otto-Peters und der Frauenbewegung und initiiert die Schaffung neuer Erinnerungsorte als bedeutende Zeugnisse der Geschichte.
Der Vorstand der Louise-Otto-Peters-Gesellschaft e. V. wird von Franziska Deutschmann, Katharina Wolf, Nane Pleger, Claudia Preuß und Johann Gerlieb gebildet. Zusammen mit dem Beirat, der aus Gerlinde Kämmerer, Manfred Leyh, Susanne Schötz, Astrid Franzke und Siegrid Weber besteht, leiten sie die Organisation und setzen sich für die Ziele der Gesellschaft ein.

## Mitgliedschaften
Die Louise-Otto-Peters-Gesellschaft e. V. ist eine Organisation, die in Verbindung mit anderen demokratisch gesinnten Gruppen, Initiativen und Personen steht. Sie ist Mitglied in verschiedenen Organisationen, darunter dem Landesfrauenrat Sachsen e. V., dem Dachverbandes der deutschsprachigen Frauen / Lesbenarchive, -bibliotheken und -dokumentationsstellen i.d.a., dem bundesweiten Netzwerk Miss Marples Schwestern – Historische Spurensuche nach Frauen vor Ort vor Ort in Deutschland sowie in der AG Frauenprojekte Leipzig. Die LOPG beteiligt sich an der Entwicklung des Digitalen Deutschen Frauenarchivs und wird vom Referat für Gleichstellung von Frau und Mann der Stadt Leipzig unterstützt.

## Ausstellungen
- 1995: Louise Otto-Peters. Ihr literarisches und publizistisches Werk mit der Universitätsbibliothek Leipzig, Präsentation in der Stadtbibliothek Lübeck und in der Universitätsbibliothek der Freien Universität Berlin
- 1996: Mit den Muth’gen will ich’s halten Wanderausstellung zur 150-jährigen Geschichte des Romans Schloß und Fabrik von Louise Otto-Peters
- 1998: Menschenrechte für Frauen. Frauen für Menschenrechte. 1791 Olympe de Gouges - 1848 Louise Otto-Peters Ausstellung anläßlich des 250. Geburtstages von Olympe de Gouges und des 150. Jahrestages der Revolution von 1848/49 in der Universitätsbibliothek Leipzig, danach Wanderausstellung
- 2000: 100 Jahre Louise-Otto-Peters-Denkmal. Wanderausstellung

## Publikationen (Auswahl)
Schriften von Louise Otto-Peters
- Louise Otto-Peters: Das Recht der Frauen auf Erwerb. Hrsg. von Astrid Franzke, Johanna Ludwig, Gisela Notz. Universitätsverlag Leipzig, Leipzig 1997
- Louise Otto-Peters: Schloss und Fabrik. Roman. Hrsg. von der Louise-Otto-Peters-Gesellschaft e. V., Hentrich & Hentrich Verlag 2021, ISBN 978-3-95565-482-5.

Dokumentationen der Louise-Otto-Peters-Tage 1993–2019
- Gerlinde Kämmerer (Hrsg. i. A. LOPG): LOUISEum 40. Feenpaläste, Industriekönige und weiße Sklaven. 175 Jahre »Schloß und Fabrik« von Louise Otto und Frauenarbeitswelten heute. Sax Verlag 2023, ISBN 978-3-86729-289-4.

Louise-Otto-Peters-Jahrbücher
- Johanna Ludwig, Susanne Schötz, Hannelore Rothenburg (Hrsg.): Louise Otto-Peters Jahrbuch II/2006. Forschungen zur Schriftstellerin, Journalistin, Publizistin und Frauenpolitikerin Louise Otto-Peters (1819–1895). Sax-Verlag Beucha 2007, ISBN 978-3-86729-017-3.
- Johanna Ludwig, Susanne Schötz, Hannelore Rothenburg (Hrsg.): Louise Otto-Peters Jahrbuch III/2009. Forschungen zur Schriftstellerin, Journalistin, Publizistin und Frauenrechtlerin Louise Otto-Peters (1819–1895). Sax Verlag Markkleeberg 2010, ISBN 978-3-86729-065-4.
- Susanne Schötz, Gerlinde Kämmerer, Hannelore Rothenburg (Hrsg.): Louise-Otto-Peters-Jahrbuch IV/2014. Forschungen zur Schriftstellerin, Journalistin, Publizistin und Frauenrechtlerin Louise Otto-Peters (1819–1895). Sax Verlag Markkleeberg 2014, ISBN 978-3-86729-147-7.

Schriftenreihe LOUISEum 1–40
- Johanna Ludwig, Ilse Nagelschmidt, Susanne Schötz: Leben ist Streben. Das erste Auguste-Schmidt-Buch. Leipziger Universitätsverlag, Leipzig 2003. Leipziger Studien zur Frauen- und Geschlechterforschung, Reihe C Bd. 3/LOUISEum 17
- Johanna Ludwig, Susanne Schötz, Hannelore Rothenburg: George Sand und Louise Otto-Peters. Wegbereiterinnen der Frauenemanzipation. Leipziger Universitätsverlag, Leipzig 2005, Leipziger Studien zur Frauen- und Geschlechterforschung, Reihe C, Bd. 4/LOUISEum 21. ISBN 3-86583-032-3.